# 崔芬墓

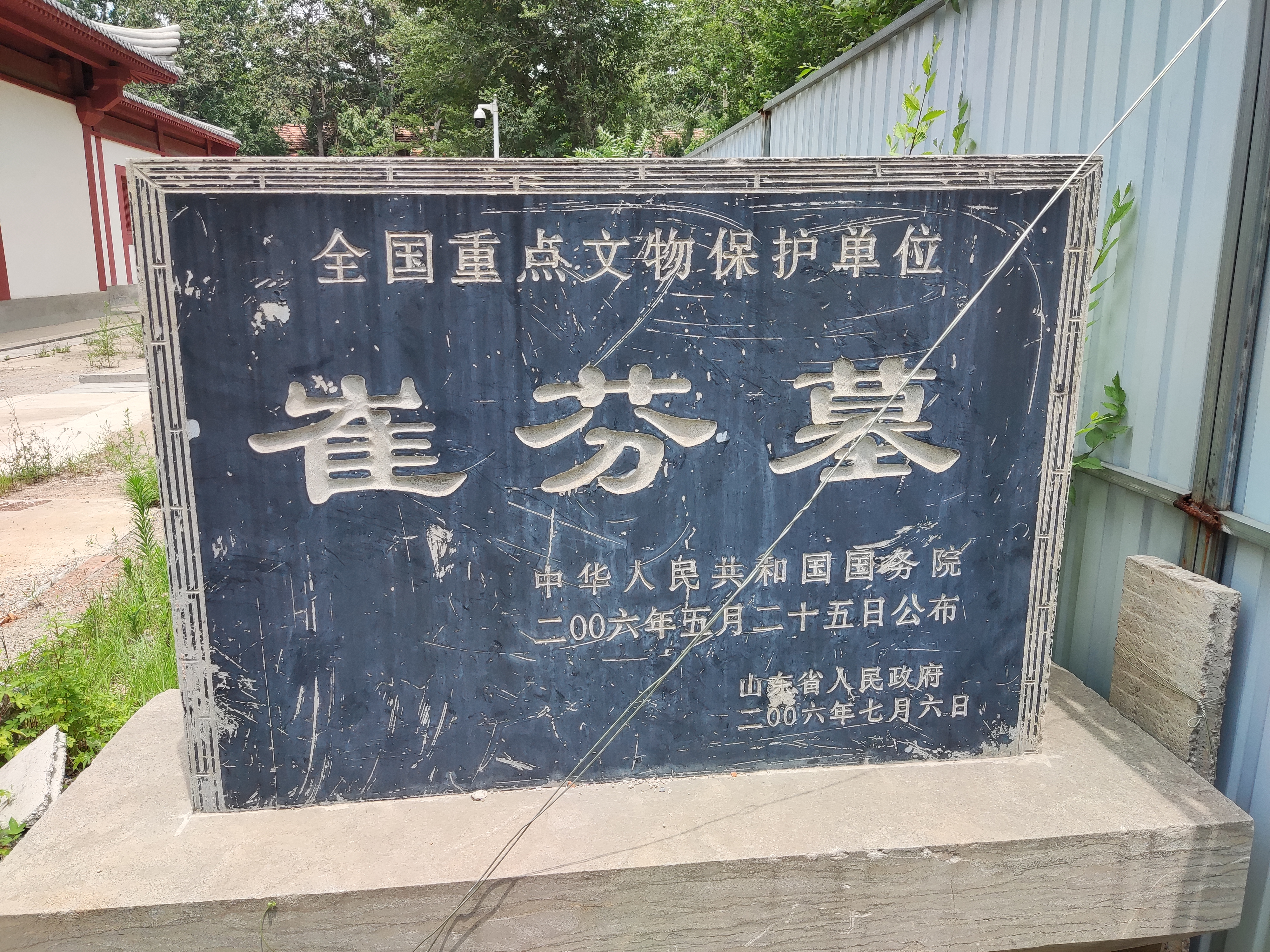
崔芬墓文保碑

崔芬墓位于山东省潍坊市临朐县冶源街道海浮山南坡，是东魏威烈将军、南讨大行台都军长史崔芬的墓葬。

## 历史及背景
崔芬墓所在的海浮山南坡有众多古墓葬分布。1986年，临朐县丝织厂在海浮山施工时发现了崔芬墓。1992年崔芬墓被列入山东省文物保护单位，2013年列入第七批全国重点文物保护单位。
该墓的墓主人是崔芬。崔芬本人未载于传世史籍，对他生平事迹的记载均来自于墓中出土的墓志。根据墓志的记载，崔芬字伯茂，是清河东武城人，曾先后在北魏和东魏任职，曾任东魏威烈将军、南讨大行台都军长史。据墓志推测，崔芬本人可能未在北齐任职。北齐天保元年（公元550年）在家中去世，享年48岁。

## 构造和文物
崔芬墓由青石构筑，由墓道、甬道、墓室三部分构成，呈现“甲”字形。墓室内壁和甬道两侧有彩绘壁画。这些彩绘壁画内容丰富，色彩艳丽。甬道两侧分别绘有神荼和郁垒两个武士；墓室四壁绘有四象、墓主人出行图、竹林七贤和荣启期肖像以及天文图、山水图等。壁画采用墨线勾勒，色彩充填，在绘画题材和风格上同南朝接近。
崔芬墓曾被盗，墓内留下的随葬品不多。出土的随葬器物有彩陶俑、青瓷碗、青瓷罐、银簪、铜镜、铜钱等。其中青瓷八鼻罐和青瓷鸡首壶为国家一级文物。墓内出土的崔芬墓志记录了崔芬的生平事迹、崔芬的祖先及后裔情况，墓志今藏于临朐县文管所。